# Lin Bosheng

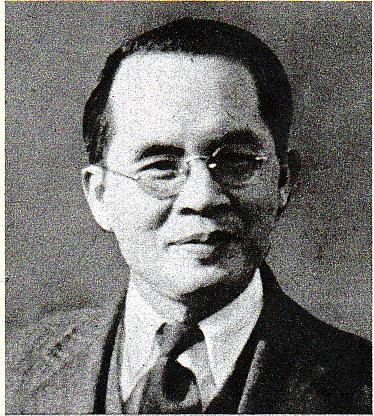
Lin Bosheng

Lin Bosheng (chinesisch 林柏生, Pinyin Lín Bóshēng, W.-G. Lin Po-sheng; * 1902 in Xinyi; † 8. Oktober 1946 in Nanjing) war ein chinesischer Politiker und Journalist, eine wichtige, zum inneren Kreis von Wang Jingwei gehörende Figur in der Nanjing-Regierung. Sein Künstlername war Shi Quan (chinesisch 石泉, Pinyin Shí Quán).

## Lebenslauf
Im Jahre 1920 begann Lin Bosheng ein Studium an der privaten Lingnan-Universität in Guangzhou, aus der er 1923 wegen Beteiligung an einem Streik ausgeschlossen wurde. Im Juli 1925 wurde er zum Sekretär von Wang Jingwei. Seit Oktober studierte er als Auslandsstudent an der Sun-Yat-sen-Universität in Moskau. Im September 1926 nach China zurückgekehrt, wurde er zum Dozenten für Politikwissenschaft an der Whampoa-Militärakademie ernannt. Im Dezember 1927 begab sich Lin Bosheng nach Frankreich.
Im Winter 1929 fand Lin Bosheng eine Stellung in Hongkong, als die Südchinesische Nachrichtenagentur (chinesisch 南華通訊社, Pinyin Nánhuá tōngxùnshè) gegründet wurde. Im nächsten Februar begann er, die Südchinesische Tageszeitung (chinesisch 南華日報, Pinyin Nánhuá rìbào) herauszugeben, im Jahre 1932 auch die Mittelchinesische Tageszeitung (chinesisch 中華日報, Pinyin Zhōnghuá rìbào) in Shanghai. Im April 1932 wurde er zum ordentlichen Mitglied des Ausschusses für Auslandschinesen zur Regierung der Republik China und im nächsten Jahr ein gesetzgebendes Mitglied des Legislativ-Yuan. Gleichzeitig wurde er zum Korrespondenten der zentralen Propagandaabteilung ernannt, im Februar 1934 gründete er das Forschungsinstitut für internationale Angelegenheiten.
Im Dezember 1938 beteiligte sich Lin Bosheng als ein Gefolgsmann von Wang Jingwei an der Gründung einer japanfreundlichen Regierung. Im August 1939 wurde Lin zum Mitglied des Zentralkomitees und gleichzeitig zum stellvertretenden Minister für Propaganda, weiterhin wurde er auch als Direktor der Südchinesischen Nachrichtenagentur angestellt. Seit der Gründung der Nanjing-Regierung im März 1940 hatte Lin Bosheng den Posten des Ministers für Propaganda inne und nahm an Regierungssitzungen teil. 1941 wurde er zum ordentlichen Mitglied des Ausschusses für Förderung der neuen Volksbewegung. Im Januar 1943 wurde Lin Bosheng zum Mitglied des obersten Verteidigungsrates, im Dezember 1944 zum Gouverneur der Provinz Anhui.
Nach Japans Niederlage begleitete Lin Bosheng Chen Gongbo in seinem Exil im Kaiserreich Japan. Am 3. Oktober 1945 wurden jedoch beide nach China deportiert. Am 31. Mai 1946 wurde Lin Bosheng zum Tode verurteilt. Das Urteil wurde am 8. Oktober im Gefängnis von Nanjing vollstreckt.

## Politische Tätigkeit
Als Direktor von China Film United, die chinesische Filme in den von der Nanjing-Regierung beherrschten Gebieten abdrehte, erklärte Lin Bosheng am Tage ihrer Gründung, dass die Gesellschaft „den anglo-amerikanischen Stil, der der Unterhaltung und der Gewinnsucht Vorrang gewährt, widerstehen“ werde. In Anlehnung an diese Erklärung erließ die Regierung ein Dokument (Grundriss der Propagandapolitik während des Krieges), in dem „dekadente Gewohnheiten wie Hedonismus, Egotismus, Nihilismus und Zynismus“ gegeißelt werden.
Lin Bosheng befürwortete im Dezember 1943 eine gegen das Opium gerichtete Jugendaktion. Er forderte von den Mitgliedern einer Jugendbewegung und Studenten an der Universität Zhongyuang, Flugblätter gegen Opium, Glücksspiele und Tanzen zu verbreiten. Die Studenten begeisterten sich jedoch für diese Idee und schritten durch die Stadt, traten in Opiumläden und bemächtigten sich des Opiums, dessen sie ansichtig wurden. Mah-Jongg-Tische und Tanzböden wurden zerstört, das Opium auf Rikschas geladen, in den Campus der Universität befördert und schließlich dort in Brand gesetzt. Ihre Handlungen wurden zum Teil von Lin Bosheng unterstützt, der nach Ende der Parade dem Brande beiwohnte.
Am nächsten Tage hielt der Minister eine Rede vor 4 000 Studenten, in dem er seine „uneingeschränkte Sympathie“ für die Bewegung äußerte und ihre Leistungen guthieß. Die Bewegung habe „einen entschlossenen Geist aufgeregt und viele gesellschaftliche Übel berichtigt“, so Lin Bosheng.